# Edda Egger
Edda Egger (* 29. Juni 1910 in Bruck an der Mur, Steiermark; † 15. Oktober 1993 in Leoben, Steiermark) war eine österreichische Politikerin (ÖVP).

## Leben
Nach dem Besuch der Pflichtschulen absolvierte Edda Egger die Höhere Bundeslehranstalt für wirtschaftliche Frauenberufe in Graz. Im Anschluss daran genoss sie eine Ausbildung als Lehrerin für Hauswirtschaftslehre in Wien, welche 1933 durch die erfolgreich abgeschlossene Lehrerbefähigungsprüfung komplettiert wurde. Danach kehrte sie als Dozentin an die Höhere Bundeslehranstalt für wirtschaftliche Frauenberufe nach Graz zurück, wo sie in ihrem Beruf arbeiten konnte. In ihrem Beruf stieg sie später bis zur Fachschulinspektorin auf.
Edda Egger beantragte am 1. Juni 1938 die Aufnahme in die NSDAP und wurde rückwirkend zum 1. Mai desselben Jahres aufgenommen (Mitgliedsnummer 6.302.662). 1947 stellte Egger das Ansuchen um Löschung aus dem Parteiregister und legte fünf schriftliche Zeugnisse vor. Alle fünf Personen waren auch bereit, Edda Eggers antifaschistische Haltung unter Eidesleistung zu bezeugen. Hans Egger, dem aufgrund seiner Weigerung, der NSDAP beizutreten, die Verleihung des Titels eines außerordentlichen Universitätsprofessors 1940 verwehrt geblieben war, erhielt schließlich 1949 den Titel verliehen. Er ist am 24. September 1955 gestorben.
Edda Egger hatte als Lehrerin einen derart guten Ruf, dass sie Mitarbeiterin an der Lehrplanerstellung für Hauswirtschaftslehre nach dem Schulgesetz des Jahres 1962 wurde. Auch schrieb sie um 1950 das Lehrbuch Ernährungslehre und Lebensmittelkunde, welches bereits mehrfach aufgelegt wurde.
Ihr politischer Werdegang begann 1948, als Mitarbeiterin der Frauenorganisation innerhalb der Steirischen Volkspartei. 1953 wurde sie Mitglied des Gemeinderats in Graz, dem sie bis 1958 angehörte. Ebenfalls im Jahr 1958 zog sie als Abgeordnete in den Landtag Steiermark ein. Als Landtagsabgeordnete war Egger 12 Jahre lang, bis 1970, tätig. Zuletzt vertrat sie von Mai 1970 bis Oktober 1977 die steirischen Interessen im Bundesrat in Wien.
1964 wurde Egger zur Landesleiterin der Österreichischen Frauenbewegung (ÖFB) für das Bundesland Steiermark gewählt. Sie war es bis 1974. Von 1970 bis 1976 leitete sie die ÖFB auf Bundesebene. 1973 bis 1976 wurde Egger zur Vizepräsidentin der Europäischen Frauenunion, einer Teilorganisation der Europäischen Volkspartei gewählt. 1975 war sie zudem kurzzeitig Internationale Vizepräsidentin der Union Christlich-Demokratischer Frauen.
Ihre letzte Station war ihr Auftrag als Permanent Representative bei der Internationalen Föderation berufstätiger Frauen im Vienna International Centre, dem Sitz der Vereinten Nationen in Wien; ein Amt, welches Egger von 1980 bis 1985 bekleidete.

## Auszeichnungen
- 1966: Steirische Hochwassermedaille
- 1968: Goldenes Ehrenzeichen für Verdienste um die Republik Österreich
- Silvesterorden
- Ehrenring des Landes Steiermark